# Arcturian
Arcturian è il quinto album in studio del gruppo musicale avant-garde metal norvegese Arcturus, pubblicato nel 2015 dalla Prophecy Productions.

## Tracce
1. The Arcturian Sign – 5:08
2. Crash Land – 4:08
3. Angst – 4:26
4. Warp – 3:51
5. Game Over – 5:57
6. Demon – 3:27
7. Pale – 5:10
8. The Journey – 4:14
9. Archer – 5:36
10. Bane – 5:50

Tracce bonus edizione speciale
1. Angst (Industrial Club Remix by Pride and Fall)
2. Archer (Sun of the Sleepless Geisterbahn Rmx)
3. Game Over (Germ Remix)
4. Warp (Wormhole Remix by Encephalon)
5. Angst (Nailbomb Remix by Fractured)
6. Arcturian Psychedelic Sign (by MøllårN)
7. Warp (Germ Remix)
8. Pale (Necro Deathmort Remix)